# Igor Gómez Maneiro
Igor Gómez Maneiro (Sant Sebastià, Guipúscoa, 16 de desembre de 1975) és un periodista i presentador espanyol.

## Trajectòria professional
És llicenciat en Comunicació audiovisual per la Facultat de Comunicació de la Universitat de Navarra (1993-1997).
La seva carrera professional comença en RTVE en 1995, sent becari en RNE Sant Sebastià. A l'any següent gana el premi al millor treball de recerca en el Congrés UNIV’95 en Roma, amb la comunicació “El paro, un problema concreto, ¿soluciones concretas?” publicada al llibre “Il lavoro, inventare il futuro”. També és premiat pels seus reportatges en Ràdio Nacional, en el desè Concurs de treball d'estiu de la Universitat de Navarra. En 1996 presenta el magazine universitari Campus Abierto de TVE Navarra.
El juliol del 1997 s'incorpora a l'equip de reporters de Radio 5 a Madrid. Tres mesos més tard, a l'octubre, torna a Sant Sebastià per a formar part de la redacció d'RNE en aquesta localitat. Realitza labors de redactor, reporter de carrer, entrevistes, locució i edició d'informatius per a Radio 1: 7 Días y El ojo crítico i Radio Exterior de España.
Al gener de 2000 s'incorpora als Serveis Informatius de Televisió Espanyola a Torrespaña com a presentador del Canal 24 horas. Fins a 2004 és presentador del Telediario Internacional, d'especials informatius i espais d'entrevistes i és suplent de Jesús Álvarez i María Escario en els blocs d'esports del TD-1 i TD-2 respectivament. Entre els estius de 2001 i 2003 va presentar amb Letizia Ortiz la primera edició del Telediario d'entre setmana. Com a locutor ha col·laborat amb alguns programes, com Informe semanal i Jara y sedal i des de 2003 a 2006 és el narrador de La noche temática a La 2. També ha posat veu a vegades a promocions d'RTVE.
Des de 2003 a 2006 és també professor en cursos de portaveus per a directius de grans companyies, com IKEA, ING, NortonLifeLock o Microsoft. S'encarrega de formar-los, des de l'estudi i anàlisi de missatges corporatius fins a la posada en escena i el mode d'afrontar entrevistes en televisió.
Des de setembre de 2004 a abril de 2006 és copresentador del Telediario Matinal de Televisió Espanyola amb Susana Roza i Salvador Martín Mateos als esports.
Des d'abril de 2006 a maig de 2012 és director de la Producció Executiva dels Serveis Informatius del Grup Empresarial de la Televisió de Múrcia, que s'encarrega de posar en marxa, dirigint a un equip de més de 100 professionals. També presenta l'informatiu de les 20h30, especials informatius o debats electorals. Al juny de 2012, els informatius que el dirigia, van rebre el Premi Iris de l'Acadèmia de les Ciències i les Arts de Televisió d'Espanya al Millor Informatiu Autonòmic 2011, per la seva programació especial amb motiu dels terratrèmols de Lorca.
Des de novembre de 2012 a novembre de 2016 crea la seva pròpia consultoria Maneiro Media, de la qual és director de producció audiovisual. La consultoria imparteix cursos de comunicació en empreses del sector i de la producció audiovisual en cinema i televisió.
Des de desembre de 2014 a gener de 2016 compagina la direcció de la seva consultora, amb la presentació de l'informatiu vespertí de Canal Extremadura i del debat que el segueix.
Des de maig de 2017 a maig de 2018 és consultor associat de la consultoria de comunicació Mejor dicho creada per Susana Roza, que va ser companya seva a Telediario Matinal de Televisió Espanyola. La seva comesa en la consultoria és formar a les empreses dels sectors de salut, educació i empresa privada. La seva labor a Mejor dicho la compagina amb la de CEO de Market4NEWS, des de gener de 2017 a novembre de 2018, agència basada en periodisme mòbil, que s'encarrega de posar en contacte a productors i compradors de notícies a tot el món, gestionant qualsevol encàrrec d'una cobertura informativa.
Al novembre de 2018 torna a Televisió Espanyola dotze anys després, al Canal 24 horas, presentant amb Ana Belén Roy La tarde en 24 horas, de dilluns a divendres de 17h00 a 20h40 i entre 2018 i 2020 s'encarrega de substituir a Marc Sala i Xabier Fortes a La noche en 24 horas.
Des de setembre de 2020 a setembre de 2021 copresenta amb Mònica López La hora de La 1, el magazín matinal dels matins de Televisió Espanyola, de dilluns a divendres de 8h00 a 13h00. En el programa també suplia a la presentadora en les seves absències, períodes festius i vacacionals.
Des de setembre de 2021 a gener de 2022 va estar de baixa laboral per problemes de salut, tornant el 31 de gener de 2022 presentant el previ i el post al debat de les Eleccions de Castella i Lleó de 2022 a La noche en 24 horas al Canal 24 horas de TVE. Des de febrer fins a març de 2022 copresenta amb Paula Sainz-Pardo i Desirée Ndjambo, La tarde en 24 horas al Canal 24 horas de TVE, de dilluns a divendres de 16h00 a 21h00.
Des de març de 2022 presenta les quatre edicions del Telediario Fin de semana de TVE al costat de Lara Siscar i Marcos López als esports. El 2023 va guanyar un dels premis Antena de Oro 2023 pel que fa la seva tasca a televisió.